# Комино (деревня)
Комино — бывшая деревня в Пермском крае России. Входила в Березниковский городской округ в рамках организации местного самоуправления и в Усольский район в рамках административно-территориального устройства края.

## География
Деревня находилась в правобережной части Усольского района, среди южно-таёжных пихтово-еловых лесов, на левом берегу реки Вырваж, на расстоянии приблизительно 53 километров (по прямой) к северо-западу от города Березники. Абсолютная высота — 168 метров над уровнем моря.
Климат
Климат характеризуется как умеренно континентальный, с продолжительной холодной зимой и коротким тёплым летом. Средняя многолетняя температура самого холодного месяца (января) составляет −15,7°С (абсолютный минимум — −48,3 °С), температура самого тёплого (июля) — +17,4°С (абсолютный максимум — 37 °С). Продолжительность безморозного периода составляет 114 дней. Среднегодовое количество осадков — 634 мм.

## История
Известна с 1795 года. 
С 2004 до 2018 гг. входила в состав ныне упразднённого Усольского городского поселения Усольского муниципального района.
В 2022 году упразднена как фактически прекратившая существование.

## Население
| 2010 |
| ---- |
| 6    |

Половой состав
По данным Всероссийской переписи населения 2010 года в половой структуре населения мужчины составляли 50 %, женщины — соответственно также 50 %.
Национальный состав
Согласно результатам переписи 2002 года, в национальной структуре населения русские составляли 57 % из 7 чел., татары — 43 %.